# Campeonato Mundial de Atletismo Sub-20 de 2018 - 400 m com barreiras feminino
A prova dos 400 metros com barreiras feminino do Campeonato Mundial de Atletismo Sub-20 de 2018 ocorreu entre os dias 11 e 13 de julho no Estádio de Tampere  em Tampere, na Finlândia. 

## Recordes
Antes desta competição, os recordes mundiais e do campeonato nesta prova eram os seguintes:
|     | Nome              | Nacionalidade  | Tempo | Local     | Data                |
| --- | ----------------- | -------------- | ----- | --------- | ------------------- |
| WJR | Sydney McLaughlin | Estados Unidos | 53.60 | Knoxville | 13 de maio de 2018  |
| CR  | Lashinda Demus    | Estados Unidos | 54.70 | Kingston  | 19 de julho de 2002 |
| WJL | Sydney McLaughlin | Estados Unidos | 52.75 | Knoxville | 13 de maio de 2018  |

## Medalhistas
| Ouro                     | Prata               | Bronze             |
| Zenéy Van Der Walt (RSA) | Shiann Salmon (JAM) | Yasmin Giger (CHE) |

## Cronograma
Todos os horários são locais (UTC+2).
| Data        | Hora  | Evento    |
| ----------- | ----- | --------- |
| 11 de julho | 10:30 | Bateria   |
| 12 de julho | 18:50 | Semifinal |
| 13 de julho | 20:26 | Final     |

## Resultados

### Bateria
Qualificação: Os 3 primeiros de cada bateria (Q) e os 6 tempos mais rápidos (q). 
| Posição | Bateria | Atleta                  | Nacionalidade               | Tempo   | Notas                |
| ------- | ------- | ----------------------- | --------------------------- | ------- | -------------------- |
| 1       | 2       | Zenéy Van Der Walt      | África do Sul               | 57.78   | Q                    |
| 2       | 3       | Xahria Santiago         | Canadá                      | 58.09   | Q                    |
| 3       | 5       | Shiann Salmon           | Jamaica                     | 58.14   | Q                    |
| 4       | 4       | Yasmin Giger            | Suíça                       | 58.18   | Q                    |
| 5       | 3       | Sara Gallego            | Espanha                     | 58.27   | Q                    |
| 6       | 1       | Brooke Jaworski         | Estados Unidos              | 58.42   | Q                    |
| 7       | 4       | Emma Zapletalová        | Eslováquia                  | 58.45   | Q                    |
| 8       | 1       | Sanique Walker          | Jamaica                     | 58.45   | Q                    |
| 9       | 5       | Natalia Wosztyl         | Polónia                     | 58.46   | Q                    |
| 10      | 1       | Sylvia Schulz           | Alemanha                    | 58.79   | Q                    |
| 11      | 5       | Nea Mattila             | Finlândia                   | 58.82   | Q,                   |
| 12      | 6       | Sára Mátó               | Hungria                     | 58.88   | Q                    |
| 13      | 6       | Jurnee Woodward         | Estados Unidos              | 58.91   | Q                    |
| 14      | 3       | Marlene Santos          | Brasil                      | 59.00   | Q                    |
| 15      | 2       | Viivi Lehikoinen        | Finlândia                   | 59.10   | Q                    |
| 16      | 3       | Iulia Nicoleta Banaga   | Roménia                     | 59.10   | q,                   |
| 17      | 2       | Moeka Sekimoto          | Japão                       | 59.16   | Q,                   |
| 18      | 2       | Jarmillia Murphy-Knight | Austrália                   | 59.19   | q,                   |
| 19      | 4       | Chayenne da Silva       | Brasil                      | 59.26   | Q                    |
| 20      | 4       | Solveig Vråle           | Noruega                     | 59.28   | q                    |
| 21      | 3       | Valeria Cabezas         | Colômbia                    | 59.52   | q,                   |
| 22      | 2       | Rūta Okulič-Kazarinaitė | Lituânia                    | 59.58   | q,                   |
| 23      | 6       | Gabija Galvydytė        | Lituânia                    | 59.66   | Q,                   |
| 24      | 1       | Maria Fernanda Matos    | República Dominicana        | 59.71   | q                    |
| 25      | 4       | Lisa Sophie Hartmann    | Alemanha                    | 59.76   |                      |
| 26      | 3       | Annamaria Leszczynska   | Austrália                   | 59.94   |                      |
| 27      | 4       | Noura Ennadi            | Marrocos                    | 59.95   | Recorde pessoal      |
| 28      | 1       | Janka Molnár            | Hungria                     | 1:00.13 | Recorde da temporada |
| 29      | 6       | Marie Skjæggestad       | Noruega                     | 1:00.17 |                      |
| 30      | 2       | Jiadie Mo               | China                       | 1:00.44 |                      |
| 31      | 5       | Kasumi Yoshida          | Japão                       | 1:00.61 |                      |
| 32      | 5       | Valiantsina Chymbar     | Bielorrússia                | 1:00.90 |                      |
| 33      | 6       | Loubna Benhadja         | Argélia                     | 1:01.24 |                      |
| 34      | 4       | Maryana Shostak         | Ucrânia                     | 1:01.26 |                      |
| 35      | 6       | Tianlu Lan              | China                       | 1:01.45 |                      |
| 36      | 1       | Lucie Krupařová         | Chéquia                     | 1:01.49 |                      |
| 37      | 4       | Anna Polinari           | Itália                      | 1:01.59 |                      |
| 38      | 6       | Rogail Joseph           | África do Sul               | 1:01.68 |                      |
| 39      | 1       | Tjaša Želenzik          | Eslovénia                   | 1:01.73 |                      |
| 40      | 1       | Alina Sharkova          | Atletas Neutros Autorizados | 1:02.20 |                      |
| 41      | 3       | Tetyana Bezshyyko       | Ucrânia                     | 1:02.35 |                      |
| 42      | 5       | Megan Champoux          | Canadá                      | 1:02.93 |                      |
| 43      | 3       | Beatrice Berti          | San Marino                  | 1:03.19 | NJR                  |
| 44      | 6       | Barbora Veselá          | Chéquia                     | 1:03.44 |                      |
| 45      | 5       | Jui-Hsuan Yang          | Taipé Chinesa               | 1:04.56 |                      |
|         | 2       | Piibe Kirke Aljas       | Estónia                     | DNF     |                      |

### Semifinal
Qualificação: Os 2 primeiros de cada bateria (Q) e os 2 tempos mais rápidos (q). 
| Posição | Bateria | Atleta                  | Nacionalidade        | Tempo   | Notas                |
| ------- | ------- | ----------------------- | -------------------- | ------- | -------------------- |
| 1       | 2       | Shiann Salmon           | Jamaica              | 56.29   | Q                    |
| 2       | 1       | Zenéy Van Der Walt      | África do Sul        | 56.72   | Q                    |
| 3       | 1       | Sara Gallego            | Espanha              | 57.18   | Q, NJR               |
| 4       | 3       | Emma Zapletalová        | Eslováquia           | 57.22   | Q, NJR               |
| 5       | 2       | Yasmin Giger            | Suíça                | 57.44   | Q                    |
| 6       | 3       | Xahria Santiago         | Canadá               | 57.55   | Q                    |
| 7       | 3       | Brooke Jaworski         | Estados Unidos       | 57.57   | q,                   |
| 8       | 2       | Natalia Wosztyl         | Polónia              | 57.68   | q,                   |
| 9       | 1       | Viivi Lehikoinen        | Finlândia            | 57.70   | Recorde da temporada |
| 10      | 1       | Maria Fernanda Matos    | República Dominicana | 57.74   | NJR                  |
| 11      | 1       | Sára Mátó               | Hungria              | 57.83   | NJR                  |
| 12      | 2       | Jurnee Woodward         | Estados Unidos       | 58.20   |                      |
| 13      | 3       | Nea Mattila             | Finlândia            | 58.26   | Recorde pessoal      |
| 14      | 1       | Iulia Nicoleta Banaga   | Roménia              | 58.59   | Recorde pessoal      |
| 15      | 1       | Sylvia Schulz           | Alemanha             | 58.79   |                      |
| 16      | 1       | Gabija Galvydytė        | Lituânia             | 58.88   | NJR                  |
| 17      | 2       | Solveig Vråle           | Noruega              | 58.96   |                      |
| 18      | 3       | Chayenne da Silva       | Brasil               | 59.19   |                      |
| 19      | 2       | Moeka Sekimoto          | Japão                | 59.48   |                      |
| 20      | 3       | Jarmillia Murphy-Knight | Austrália            | 59.69   |                      |
| 21      | 3       | Rūta Okulič-Kazarinaitė | Lituânia             | 59.83   |                      |
| 22      | 2       | Valeria Cabezas         | Colômbia             | 1:00.53 |                      |
| 23      | 2       | Marlene Santos          | Brasil               | 1:00.53 |                      |
| 24      | 3       | Sanique Walker          | Jamaica              | DNS     |                      |

### Final
A prova final foi realizada no dia 13 de julho às 20:26. 
| Posição           | Raia | Atleta             | Nacionalidade  | Tempo | Notas                |
| ----------------- | ---- | ------------------ | -------------- | ----- | -------------------- |
| Medalha de ouro   | 5    | Zenéy Van Der Walt | África do Sul  | 55.34 |                      |
| Medalha de prata  | 4    | Shiann Salmon      | Jamaica        | 56.11 |                      |
| Medalha de bronze | 8    | Yasmin Giger       | Suíça          | 56.98 | Recorde da temporada |
| 4                 | 6    | Sara Gallego       | Espanha        | 57.11 | NJR                  |
| 5                 | 3    | Emma Zapletalová   | Eslováquia     | 57.35 |                      |
| 6                 | 2    | Natalia Wosztyl    | Polónia        | 58.17 |                      |
| 7                 | 1    | Brooke Jaworski    | Estados Unidos | 58.43 |                      |
| 8                 | 7    | Xahria Santiago    | Canadá         | 58.49 |                      |

Legenda
| Recorde mundial       | Recorde mundial (World record)               |                       | Recorde africano                      | Recorde africano (African) |                                           | Q | Classificado por posição (Qualified) |
| Recorde do campeonato | Recorde do campeonato (Championship record)  | Recorde da América    | Recorde da América (Americas)         | q                          | Classificado por melhor tempo (Qualified) |   |                                      |
| Melhor marca do ano   | Melhor marca do ano (World leading)          | Recorde asiático      | Recorde asiático (Asian)              | DNS                        | Não largou (Did not start)                |   |                                      |
| Recorde nacional      | Recorde nacional (National record)           | Recorde europeu       | Recorde europeu (European)            | DNF                        | Não terminou (Did not finish)             |   |                                      |
| Recorde pessoal       | Recorde pessoal do atleta (Personal best)    | Recorde da Oceania    | Recorde da Oceania (Oceania)          | DSQ / DQ                   | Desclassificado (Disqualified)            |   |                                      |
| Recorde da temporada  | Recorde da temporada do atleta (Season best) | Recorde sul-americano | Recorde sul-americano (South America) | NM                         | Sem marca (No mark)                       |   |                                      |